# Bogucin (Grande-Pologne)
Pour les articles homonymes, voir Bogucin.
Bogucin (prononciation : [bɔˈɡut͡ɕin], en allemand : Hammer) est un village polonais de la gmina de Swarzędz dans le powiat de Poznań de la voïvodie de Grande-Pologne dans le centre-ouest de la Pologne.
Il se situe à environ 5 kilomètres au nord-ouest de Swarzędz (siège de la gmina) et à 8 kilomètres au nord-est du centre de Poznań (siège du powiat et capitale régionale).

## Histoire
De 1975 à 1998, le village faisait partie du territoire de la voïvodie de Poznań.

Depuis 1999, Bogucin est situé dans la voïvodie de Grande-Pologne.
Le village possédait une population de 1 023 habitants en 2017.